# ボウリング
ボウリング（英: bowling）は、スポーツ競技のひとつ。さまざまな種類のボウリングがあるが、日本において単に「ボウリング」と言った場合、そのほとんどはテンピンボウリング（英: ten-pin bowling）のみを指すため、本項ではテンピンボウリングに限定して述べる。漢訳語「十柱戯（）」と記述されることもある。
テンピンボウリングは、ワールドゲームズ実施競技、アジア競技大会、国民体育大会の正式競技種目にもなっている。
日本語での表記法については、文化庁の国語施策における「外来語の表記」で、「長音符号の代わりに母音字を添えて書く慣用もある」として、その例に「ボウリング」を挙げている。「ボーリング」と表記した場合、掘削工事を指すことがあるので注意が必要。

## 概要
レーン上にピンと呼ばれる的が10本、手前に頂点が向く正三角形に整列され並べられ、プレイヤーはピンを狙ってボール（英: bowling ball）を転がし、倒したピンの数の合計を競う。
基本は一人で競技し、対戦はコンペティティブ・ペーシェンスとしてスコアの比較で行う。
1ゲームは10フレームから構成される。通常、ボウリングを行うための施設であるボウリング場で行う。ボウリング場は複数のレーンと、ピンを自動配置するピンセッターや、ボールが自動返送されるボールリターンなどを備えている。また競技用ボールや靴などは貸し出しが行われており、手ぶらで楽しめるスポーツである。

## 名称
「ボウリングをすること」などを意味する「bowl」という英語は、ラテン語で「泡」や「瘤」を意味する「bulla」に由来する。一方、同じ綴りで食器や容器（ボウル）を意味する「bowl」や「球」を意味する「ball」は、ゲルマン語に由来し、本質的に異なる。

## 歴史
もともとボウリングは倒すピンを災いや悪魔に見立てて、それを沢山倒すことが出来たならば、その災いなどから逃れることが出来るという一種の宗教儀式であった。その歴史は古く、紀元前5000年頃には古代エジプトにおいて、木でできたボールとピンが墓から発掘されたことから、その頃からもボウリングに似たようなものがあったとされている。
しかし倒すピンの数やそれに応じた並べ方も場所や地域によってさまざまであった。それを中世ドイツの宗教革命家として知られるマルティン・ルターが、倒すピンを9本にし、並べ方もひし形にして、ボウリングの基本的なルールを統一したとされ、これが近代ボウリングのルールの原型になっていったと考えられている。9本という決められた数のピンを倒すという行為から、やがて「ナインピンズ・ボウリング（en:Nine-pin bowling）」（九柱戯）という一つのスポーツが派生し、宗教家の間では人気のあるスポーツとして栄えた。九柱戯はいまだにヨーロッパでは比較的メジャーな競技で、愛好者も多い。
17世紀になるとオランダ人が移住したことで、アメリカでもボウリングが盛んになった。しかしナインピン・ボウリングは賭け事に利用されたため1840年代に禁止される。そこで1本ピンを追加して三角形に並べ、ナインピンを禁じる法律を回避したテンピン・ボウリングが誕生することとなった。1895年にはアメリカ・ボウリング協会（American Bowling Congress）が発足される。1950年代初めに全自動式ピンスポッター（ピンを自動で並べる機械）の設置が始まることで急速に普及し、1952年には国際的な統括機関である国際柱技者連盟（Fédération Internationale des Quilleurs, 略称FIQ）が設立された。

### 日本

#### ボウリング事始め
日本では、文久元年5月15日（新暦換算:1861年6月22日）、長崎の大浦居留地（長崎居留地）にて、日本初のボウリング場「インターナショナル・ボウリング・サロン」が開設された。1861年7月6日、英字新聞「ザ・ナガサキ・シッピング・リスト・アンド・アドバタイザー」にインターナショナル・ボウリング・サロンの開設を告げる案内広告が掲載された。この広告に6月22日にインターナショナル・ボウリング・サロンが開設されたと掲載されていた。
これを記念して、日本ボウリング協議会が1971年に6月22日を『ボウリングの日』と定め、ボウリングの普及と振興のための企画などを実施するようになった。2002年からは日本ボウリング場協会がキャンペーンを実施している。
なお、幕末の志士・坂本龍馬が長崎に居留していたイギリス人貿易商グラバーと交流があったことから、後世、日本ボウリング資料館の開館を報じる『ボウリング・マガジン』において、「龍馬が日本人初のボウリングプレイヤーであるかもしれない」という願望を含んだ記事が掲載されたが、そのような事実があったという確たる証拠は一切無い。

#### 普及
1955年（昭和30年）の雑誌には「最近になって日本に入ってきたスポーツで、まだあまり大衆に親しまれていない」とあり、広く親しまれるようになったのは昭和40年代以降と思われる。スポーツ競技と定義されているが、手軽な集団レクリエーション・ゲームとしても浸透しており、あまり経験の無い人も参加しやすい性質を持つといえる。
1970年（昭和45年）前後には、須田開代子と中山律子に代表されるスター・プレイヤーの出現などがきっかけとなって、ボウリング場が数百メートルごとに立ち並ぶほどの一大ブームが到来した。日本国内のボウリング場は1972年（昭和47年）時点で3697箇所を数えた。
その手軽さとルールの簡明さゆえに、国民に馴染みの深いスポーツの一つであったが、ブームが過ぎると集客力も減衰して施設は激減していった。ボウリング場も1980年代からはアーケードゲームを併設し総合娯楽施設として構えていたことが多かった。遊びの多様化によるボウリング競技者人口の減少に加え、先のブーム時に建てられた施設の老朽化が進んで耐震基準を満たさなくなったことが大きく響いて、次々に廃業している。
日本国内のボウリング場は1972年（昭和47年）には最多の3697箇所を数えた。2016年（平成28年）時点で821箇所にまで減っている。2023年（令和5年）9月1日時点で、日本全国の施設数は661となっている。

#### 日本の年表
- 1861年、文久元年5月15日（新暦換算:1861年6月22日、幕末）、長崎の大浦居留地に初めてのボウリング場がオープン。地元新聞(日本発の英字新聞)に広告が掲載される。

- 1950年（昭和25年） - 7月14日、日本ボウリング協会が発足。明治神宮外苑ラグビー場横に競技場を設立[18]。
- 1952年（昭和27年） - 12月20日、日本で初めての本格民間ボウリング場 「東京ボウリングセンター」が、東京都港区青山に開業した[19]。所在地は外苑前の現在はスポーツ施設「テピア」となっている場所であった。しかしながら東京ボウリングセンターは開業から1年で経営破綻したことから第一ホテル（当時）が経営権を取得、吉祥寺第一ホテル（東京都武蔵野市）に施設を移設したが、同ホテルの撤退に伴い2022年3月末に閉館。ホテルは吉祥寺エクセルホテル東急に、ボウリング場跡地はディグボウル吉祥寺となり、館内に「わが国近代ボウリング発祥の地」碑がある。
- 1955年（昭和30年） - 日本ボウリング連盟（現・全日本ボウリング協会の前身）の設立。初代会長は、安西正夫。
- 1961年（昭和36年） - 日本がボウリングの世界組織である国際柱技者連盟（FIQ 現・世界ボウリング連盟）に加盟する。この頃からボウリングの機械化が進み始める。それまでは、ピンボーイと呼ばれる人が倒れたピンをもとどおりにするという人力に頼ったものだった。
- 1964年（昭和39年） - 5月、全日本ボウリング協会 (JBC) の設立。
- 1965年（昭和40年） - 4月、日本ボウリング場協会 (BPAJ) の創立。日本ボウリング協議会（NBCJ）が設立される。参議院地方委員会風俗小委員会にて、深夜営業を行うボウリング場への青少年の出入りが問題視される。このため業界側が午前零時を回る営業の自主規制を行う[20]。
- 1967年（昭和42年） - 1月27日、日本プロボウリング協会が設立される[21]。
- 1960年代末頃 - スコアをボウラーが計算しなくても済む計算機能を持った機械が実用化され始める。この頃から、日本ではボウリングのブームが始まる。
- 1971年（昭和46年） - 日本ボウリング協議会が6月22日を「ボウリングの日」に制定する。4月、テレビドラマ『美しきチャレンジャー』の放送開始[22]。
- 1972年（昭和47年） - 日本ボウリング場協会が6月22日を「ボウリングの日」に制定する[23]。
- 1978年（昭和48年） - 全日本ボウリング協会が財団法人になる。
- 1983年（昭和58年） - 全日本ボウリング協会が日本体育協会に加盟。
- 1986年（昭和61年） - アジア競技大会で（ソウルで開催）日本は12種目中6個もの金メダルを獲得する。
- 1988年（昭和63年） - ソウルオリンピックでエキシビションゲームに採択される。
- 1990年（平成2年） - 6月22日[24]、長崎県長崎市大浦町に「わが国ボウリング発祥の地」碑の建立／日本ボウリング場協会による。■右列に画像あり。
- 1993年（平成5年） - 日本ボウリング場協会が「ボウリング・マスメディア大賞」を開始する[25]。
- 1994年（平成6年） - 9月29日、東京都港区北青山2丁目に「近代ボウリング発祥の地」碑の建立／東京ボウリング場協会が協会創立30周年を記念して建立。日本初のテンピンボウリング手動式設備を設けた「東京ボウリングセンター」を近代ボウリングの発祥地とする記念碑。■右列に画像あり。
- 2018年（平成30年） - 日本ボウリング機構 (JBO) が設立される[26]。

## 基本的なルール

### 通常の進行方法及び得点計算方法
- 1ゲームは、第1フレームから第10フレームの、10回のフレームから成る。
- 1回のフレームに付き、最低1回、最大で2回投球する。ただし、最終第10フレームのみ、最低2回、最大で3回投球する。
- 1回のフレームの第1投で10本すべてのピンを倒すことを「ストライク」と呼び、10点を獲得するとともに、第10フレームを除いて、以降2回の投球で倒したピンの数がボーナス得点としてそのフレームの得点に加算される。すべてのピンが倒れなかった場合は、倒れなかったピンを残したまま第2投を投球する。
- 第2投で残りのピンをすべて倒すことを「スペア」と呼び、10点を獲得するとともに、第10フレームを除いて、以降1回の投球で倒したピンの数がボーナス得点としてそのフレームの得点に加算される。
- 第2投で10本すべてのピンを倒せなかった場合は、2回の投球で倒したピンの合計がそのフレームの得点となる。
- 第10フレームでは、ストライクの場合はさらにあと2投、スペアの場合はさらにあと1投を余分に投球することができる。ただし、第10フレームのストライク、またはスペアには、第9フレームまでにあったボーナス得点は適用されず、第10フレームで倒したピンの数の合計のみが得点として加算される。

- ピンが倒れたと判断される要件は、ボールを起点として、ボールや他のピンによって完全に倒された場合を言う。レーン左右の壁（キックバック）や、レーン後方の壁、またデッキ上部に設置されているピンセッター（作動前）にピンが跳ねて戻った結果倒れたピンも有効であり、また立っていてもピンデッキから落ちていれば倒されたとみなされる。ただし、作動し始めたピンセッターに触れて倒された場合は倒れたことにならず、公式戦では競技委員によりそのピンが1投目時点にあった位置に立て直して2投目を行う。
  - また、ガターに落ちたボールが跳ねて7番または10番ピンを倒すことがあるが、ガターに落ちた段階でその投球で得点が加算されなくなることが確定するため、それが1投目の場合は倒れたピンを戻した状態で2投目を行う。

### Current Frame Scoring System
通常の得点計算においては、上記のような条件のため、ストライクを続けることが高得点の条件となるが、各フレームごとに独立して得点計算を行うCurrent Frame Scoring Systemが導入される大会もあり、日本でも2023年よりio.LEAGUEにて導入されている。
- ストライクは、その時点で30点が加算される。
- スペアが出たフレームは、そのフレームの1投目の倒ピン数に10点を加えたものをフレームの得点とする。
- 第2投で10本すべてのピンを倒せなかった場合は、2回の投球で倒したピンの合計がそのフレームの得点となるのは通常ルールと同様。
- 第10フレームにおいても第9フレームと同じようになり、ストライクが出たら1投で終了、その他は2投。
- パーフェクトが300点であることは通常ルールと同様。

### 点数の計算法
1. フレームにおいてスペア・ストライクがない場合（オープンフレームと呼ぶ）、2回の投球で倒したピンの合計本数がそのフレームの得点となる。
2. スペアを出した場合、倒した本数である10点に加え、次の1投球で倒したピンの本数がこのフレームの得点に加算される。
3. ストライクを出した場合、倒した本数である10点に加え、続く2投球で倒したピンの本数が加算される。つまり次の投球もストライクだった場合は、さらにその次の投球（2フレーム先の第1投球）で倒したピンの本数まで加算される。
4. 第10フレームのみ、スペア・ストライクを出した場合、3投して倒したピンの総数を第10フレームの得点として計算する。
5. 各フレームの得点の合計が1ゲームの得点となる。最高得点は300点となる。

コンピュータの導入により、点数が自動的に計算・表示されるボウリング場が多く、またコンピュータによる計算の普及により計算方法を知り、自身で計算できるようになるプレイヤーが増加した。

## レーン・器具

### レーン

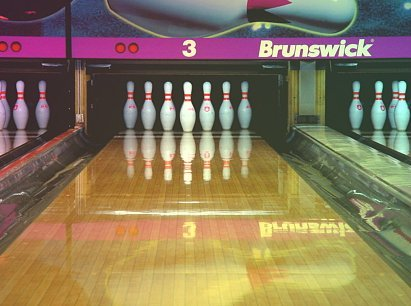
ボウリングレーン、材質は楓

- 材質：ウッド（手前側はメイプル（楓）、奥側がパイン（松）の組み合わせ）、もしくはプラスチック。ウッドレーンはボールを受けてへこむので、定期的に表面を削って平らにする補修と塗装の塗り直しが必要であり、主流はプラスチックに変わりつつある（シンセティック（合成）レーンとも呼ばれる）。
- レーン幅：41.5インチ（約1054mm）で、1.06インチ（約27mm）幅の板39枚から成る。プラスチックレーンの場合は表面に板目がプリントされている。
- レーン長さ：ファウルラインから1番ピンの中心までは60フィート（約18.29m）、ピンがセットされるピンデッキまで含むと62.86フィート（約19.16m）、助走路（アプローチ）が最低15フィート（約4.57m）以上とされている。

近年は専用のボウリング場だけでなく、体育館等に設えた特設のレーンを会場に行うケースも増えている。NHK衛星第1テレビジョンで放送された「ジャパンカップ」の中継によると、専用レーンでは限られた収容人員しか見学できないため、特に注目されるテレビマッチなど、できるだけ多くの観客にボウリングを楽しんでもらいたいという趣旨から、体育館等に特設のレーンを設えて試合を行う「アリーナファイナル」などを行う機会が増えたと説明されている。

### ピン
ピンとは、レーンの先に設置された棒状のもの。手前からピラミッド状に10本設置される。ピンには位置により番号が付けられており、投球者からみて最も手前の先端に当たるピンが1番ピン、以下、2列目左から右へ2番、3番、3列目左から右へ4 - 6番、最終列左から右へ7 - 10番ピンである。この呼び方は、右投げ・左投げに関係なく共通である。1番ピンを「ヘッドピン（またはヘッド）」、5番ピンを「キングピン」、10番ピンを「テンピン」と呼ぶことが多い。

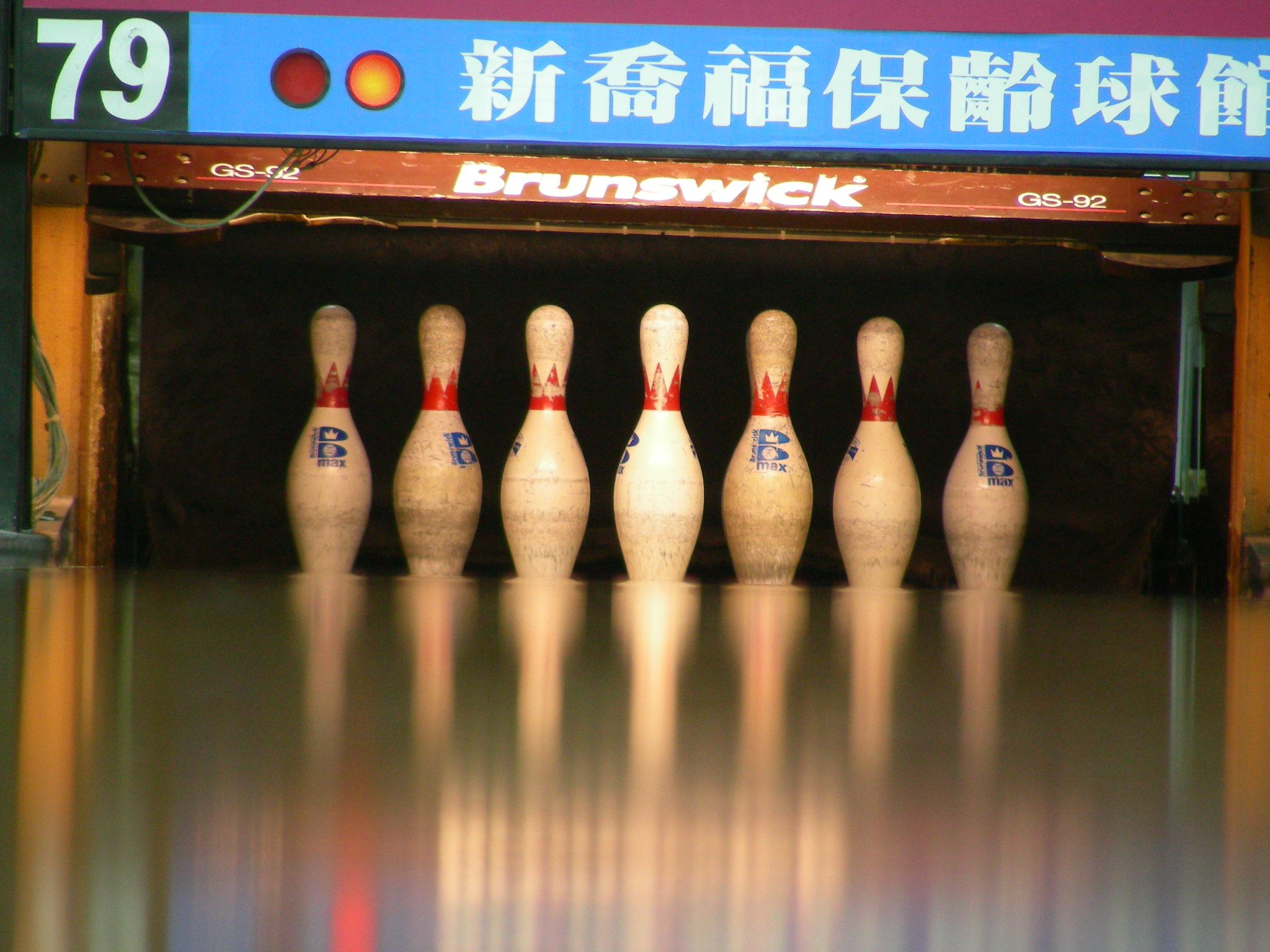
ピン

- 中に重量調整のため空洞が設けてあり、これによりボールが当たったときに爽快な音が出る。
- 材質：楓
- 高さ：15インチ（約381 mm)
- 最大径：4.75インチ（約121 mm） （世界共通の大きさ）
- 重さ：3ポンド2オンス（約1,417 g） 以上 3ポンド10オンス（約1,644 g） 以下とされ、最大で8オンス（約226 g）の重量差があるが、ピンデッキに並ぶ10本のピンの重量差は最大で 4オンス（約113 g） 以内であることと定められている。

- ピン位置による呼称 : #特殊な残り方の呼び名も参照のこと。
  - ヘッドピン - 投球者から見て一番手前にある1番ピンのこと。ストライクを狙う場合の目印となる。
  - キングピン - ピンを正三角形に並べたとき、その中央にある5番ピンのこと。周囲を他のピンに囲まれているので、側近に守られた王のイメージから名づけられた。
  - キーピン - スペアを取る際に最初にボールが当たるピンのこと。競技者から見て最も手前のピン。

### ボール
ボウリングのボールは以下のような構造を持つ。

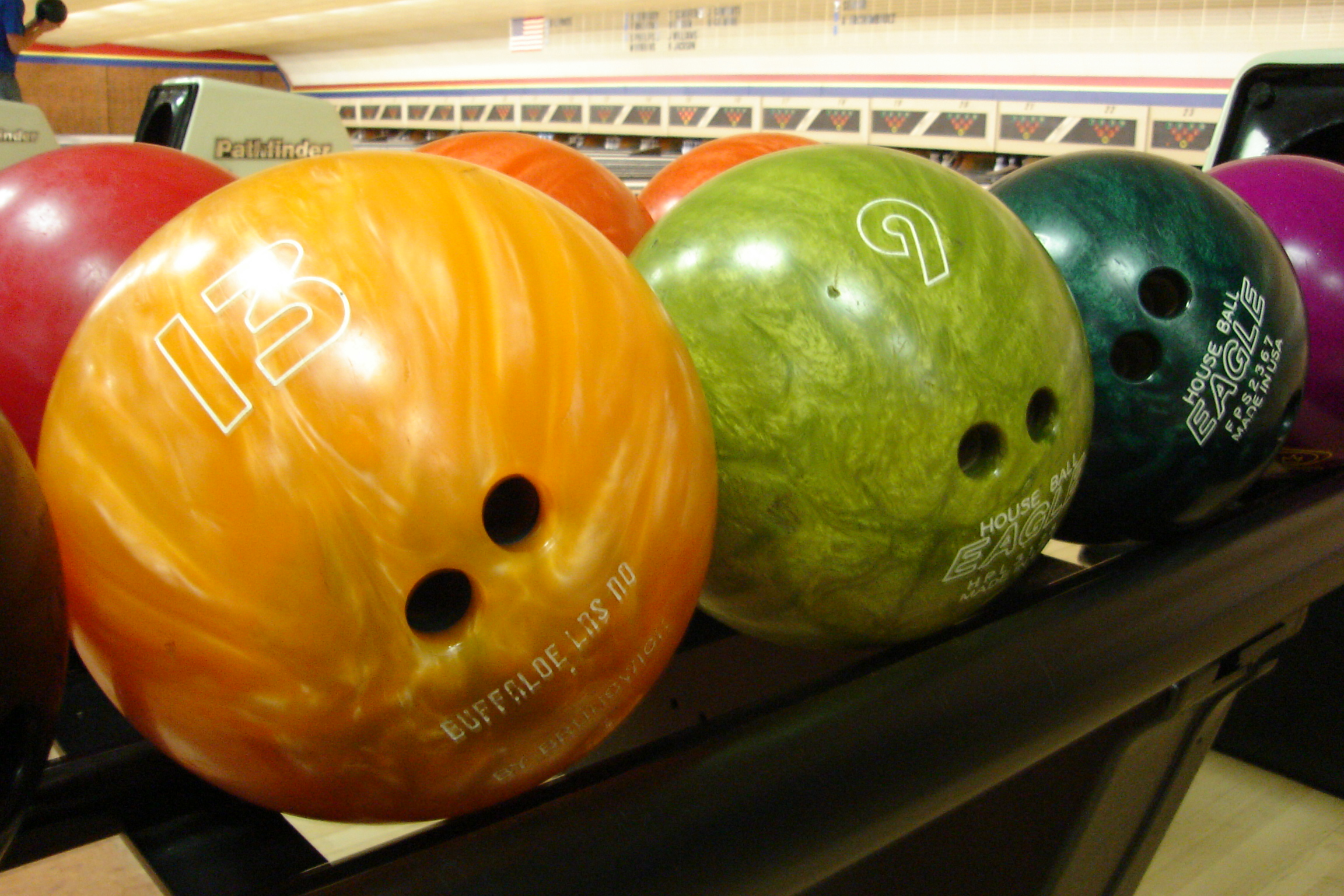
様々なボール

- 直径：8.5インチ（約21.59cm）以上8.595インチ(約21.83 cm)以下。
- 重さ：4ポンド (約1.81 kg) から16ポンド (約7.25 kg)と規定されている。ボウリング場が来場者に貸し出す「ハウスボール」は1ポンド刻みだが、個人で所有する「マイボール」はより細かく、ポンド、オンス（1ポンドは16オンス）で表される。重いボールはピンに弾かれにくいが、選手にとって重過ぎるボールは球速や回転が減少して球威が落ちてしまうため、体力や技術に合った重さを選ぶのが肝要である。
- カバーストック：ボールの表面素材の層。日本では「シェル」とも呼ばれる。ボールはかつては木製であったが、20世紀初頭に硬質ラバー（エボナイト）のボールが発明され、1970年以降ポリエステル、ポリウレタン、リアクティブウレタン（ポリウレタンに可塑剤を添加したもの）、パーティクル系（主にレーンとの摩擦を増大させることを目的としてリアクティブウレタンにガラスバルーンやカーバイドなどの粒子を添加したもの）と発達していった。材質によりレーンとの摩擦が異なり、ボールの挙動に大きく影響する。2005年エポキシ樹脂のボールが発売されたが定着しなかった。その後、2000年代後半にはリアクティブウレタンを改質したオイル吸着リアクティブと呼ばれる素材が台頭し、現在の主流となっている。
- コア：ボール内部の高比重の部分。本来は重量調整のためのものだが、バランス効果を得るため様々な形状や比重のものが使われる。以前は、ほとんど全てが軸対称だったが、1990年代後半から非対称コアを持つボールが次々に発売され、1つの流行になっている。非対称コアの持つ効果はマスバイアス（提唱者である M. ピネルの造語）と呼ばれるが、その有効な利用方法はまだ確立されておらず、力学的な解明が待たれる。
- ウェイトブロック：指穴を開けることによって部分の重量が失われ、ボールの重心に偏りが生じる現象を防ぐ目的で、コアとは別にボール内部に埋め込まれた高比重の部品。ウェイトブロックを利用してバランス効果を得るタイプは1980年代のボールによく見られたが、現在のボールの大半はコアが変形してウェイトブロックの役割を兼ねるタイプであり、安価なポリエステルボールなどに使われるのみとなっている。

- 穴 : 現在のボウリングに用いられるボールには通常3つの穴があり、親指、中指、薬指でグリップするのが一般的。子供用のボールなど、5つの指穴が開けられているものもある。昔は2つ穴であった。なおボールには指穴（最大5つ）、空気穴（各指穴に最大1つ）の他に、バランスホールと呼ばれるエクストラホールを最大1つ空けることがルール上許されている。2020年8月1日からルール改訂となり、エクストラホールは禁止となった。

- その他 : 個人が私的に所有するボールを一般にマイボール、ボウリング場が来場者への貸し出し用として用意しているボールをハウスボールと呼び、区別される。
  - マイボール（和製英語）
個人が所有するボールのこと。重量の選択のほか、専用の器具で使用者の手を測定して、指穴の径、指穴の角度（ピッチ）、指穴間の距離（スパン）等を使用者の手に合わせた指穴が開けられる。様々な特色を持ったボールが市場に流通しており、ボールを複数個準備して用途（練習用や試合用、またレーンコンディション別など）によって使い分けることも多い。
  - ハウスボール
ボウリング場に準備されているボールのこと。通常ボールラックに置かれており、ほとんどの場合来場者に無料で貸し出される。不特定多数の人が使うので、指穴の径は大きめに開けられ、右投げ用、左投げ用の区別もない場合が多いので、競技ボウリングを志す場合はマイボールを所有することが望ましい。

### ピンセッター
ピンセッターはレーンの奥にあり、ボウリングの倒れたピンを回収し、自動的にピンをセットする機械。ピンとボールを回収し、ボールとピンを分別、ボールはプレイヤーに戻し、ピンは向きをそろえて立て直す。ボウリングにおいて最も主要な装置であり「ボウリング・マシン」と呼ばれることもある。機械が発明されるまでは、右の写真のように「ピンボーイ」と呼ばれる少年がピンを手でセットし、ボールをプレイヤーに投げ返していた。

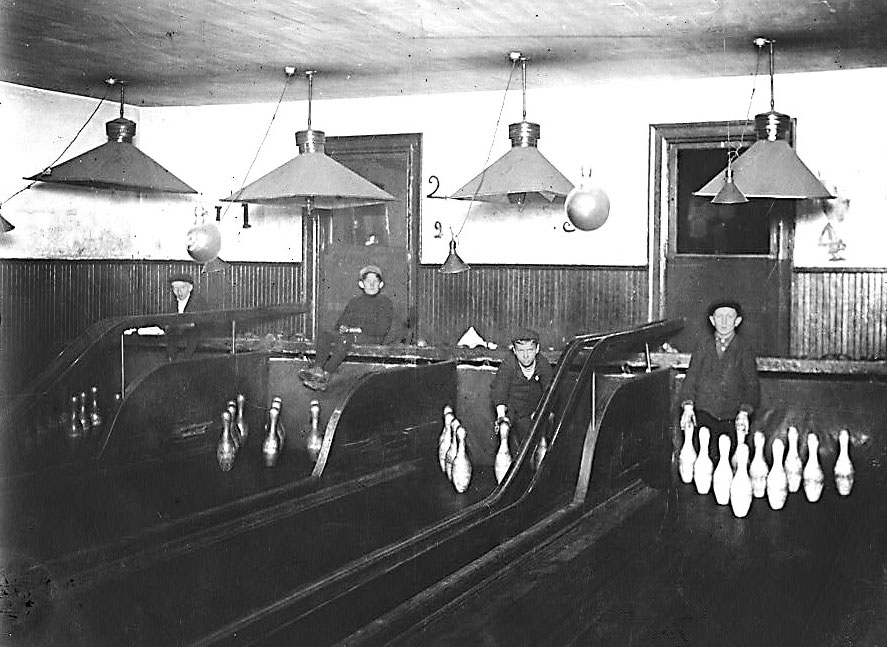
ピンセッターの少年(1908年又は1909年)

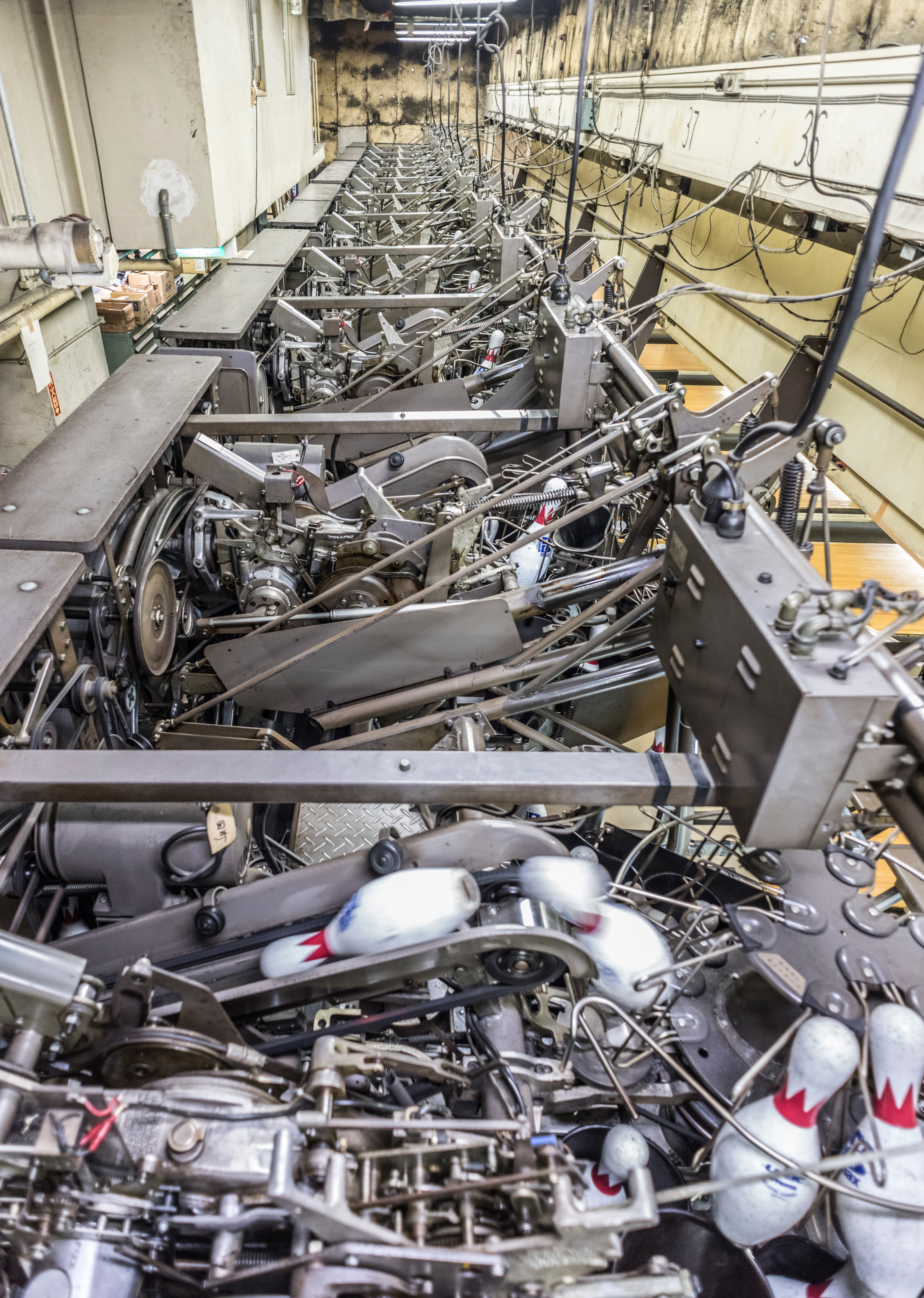
ピンセッター

日本のボウリング場で使われているピンセッターは、主に次の4つのメーカーのものである。
Brunswick（ブランズウィック）：A-1,A-2,GS-10,GS-92,GS-96,GS-98,GS-Xなど
三井物産が米国ブランズウィック コーポレーション社と合弁して1961年に設立した日本ブランズウィックが輸入販売を行っていた。主に外国製であるが、A-2ピンセッターは同じく三井グループの日本製鋼所の手によって国内生産されていた。2007年、日本ブランズウィックの経営不振により合弁は解消され、サンブリッジが代理店となった。
AMF（エーエムエフ）：82-30,82-70,82-82,82-90,82-90XL,8800など
伊藤忠商事が米国AMF社と合弁して1961年に設立した伊藤忠AMFが輸入販売を行っていた。（のちに合弁は解消）外国製。その後は2016年度までダイフクの子会社であるダイフクキュービカAMF（後にダイフクプラスモア ボウリング事業部）が販売を行い、2017年度からはアメリカンボウリングサービスが販売を行う。AMF社製のマシンはピンスポッターと呼ぶ。
BOWL-MOR（ダイフク）：Z-1,Z-2,Z-3,MAGIC-10など
ダイフク（当時、大福機工）が米国ボウル・モアー社と提携し、兼松の協力を得て1963年に国産化したもの。近年まで生産が行われていたが、米国AMF社がダイフクと提携していた伊キュービカ社と合併したことにより、自社による生産を中止しダイフク自身はキュービカAMF社の代理店となったが、2016年末をもって代理店契約を解消しボウリング事業から撤退。
ODIN（古河鉱業、のちの古河機械金属）：FBM-1,FBM-2,FBM-5など
古河鉱業が髙島屋と提携し、1960年に開発に着手。1962年に試作ののち、1963年に販売を開始した純国産設計マシン。ピーク期には専門工場の建設（現古河ロックドリル吉井工場）まで行われたが、その後1980年に生産が中止された。
上記のピンセッターはピンが1本ずつ独立して循環する方式であるが、ピンがピンスポット上部から紐で繋がり、各投球ごとに紐を引き上げてセットする方式もある。この方式のメーカーとして、かつてはSM（シュミット）やLS（ランシング）があった。その後日本国内ではしばらく見られなかったが、2022年にFUNK NORTH AMERICA社のSTRING PINSETTERがファンキーボウル（宮城県大崎市）に導入された。

## 用語

### 主に器具・施設に関するもの
レーン（英語：lane）
広義にはボウリング場全体を指すこともあるが、用語としてはアプローチの先のボールが転がって行く場所、厳密にはファウルラインからピンデッキ後方のテールプランク直前までを指す。後者の場合「アレー」ともいう。
ガター(gutter)
レーンの横にある溝。または、ボールがピンに届く前に、横の溝に落ちること。溝にボールが落ちないようにバンパーが設置されているレーンもあり（使用しない場合は収容される）、初心者や小児などが参加する場合にはこれを使用するケースがよく見られる。「ガーター」と呼ばれることもあるが、厳密には誤り。初球で落ちた場合のみ、スコアには「G」（Gutterの頭文字）と記入する（2球目に落ちた場合は「－」と記入）。溝にボールが落ちた時点でピンを1本も倒せなくなるが、まれにボールが溝から跳び出てレーンに戻ってピンが倒れることもある。しかし、この場合でピンを倒しても無効で0点とするのが正しい。
自動採点（コンピュータボウル）では、加点される場合も有るが、非公式競技（一般客の遊び）では訂正しないことがある、一方で正式競技では必ず訂正して0点にする。
アプローチ(approach)
助走して投球する場所。あるいは、投球のための助走のこと。
アプローチドット
アプローチ上に描かれている点（ドット）のこと。スタンディングドット。ファウルラインから12フィートおよび15フィートの地点に、5枚間隔に描かれている。
エイムスパット・トライアングルターゲット（アロー）
一般にはスパットとのみ、一方アメリカ合衆国ではアローと呼ぶ。
レーン上、ファウルラインから約15フィート地点に描かれている7つの三角印のこと。板目5枚間隔に描かれており、これを目印に投球する（つまり、プロボウラーはピンは見ずにスパットを見て投球している）。また、素人が投げる際でもストライクの目安となり易い。
オイル
レーンを保護するために塗布されている油。コンディショニングオイル。その分布によりボールの挙動が変化する。投球軌跡や時間の経過等によってオイルの分布は刻々と変化するため、その見極めは難しく、また勝負を左右する重要なポイントの1つでもある。多くのボウリング場ではファウルラインから10～12mまで塗布している。また、プロボウラーは練習時にリターンしたボールの表面に付着したオイルの状態を見て、よりよい投球に役立てている。なお、投球前にボールを布で拭くのはこのオイルを取り除くためであり、高スコアを狙うなら投球前にていねいにボールを拭く必要がある。
レーンメンテナンス
レーンの整備のこと。主にデイリーメンテナンスである、クリーニング（古いオイルやホコリの除去）、オイルドレッシング（新たなオイルの塗布）を指すことが多い。オイルドレッシングのみを指す場合もある。
メンテナンスマシン
レーンメンテナンスのために作られた、自走式の機械のこと。バッテリーを内蔵しているもの、左右の動きまで自動で行うもの、クリーニングとオイルドレッシングを同時に行うもの、オイルパターンを自由にプログラムできるものなど、種類は様々。
ピンデッキ
レーン上の最奥部で、10本のピンが立てられるエリアのこと。
ピット
ピンデッキのさらに奥、ボールや倒れたピンが落ちる箇所で、ボールやピンを回収するための空間。
レーキ
ピンセッターの前部にある部品で、この下をボールが通過するとレーン上に降下し、倒れたピン（フレームの2投目では倒せずに残ったピンも含む）を奥のピットへ落とすためのバー。語源は「熊手」を意味する“Rake”。スイープ・バーとも呼ぶ。
ピンデッキと、その左右のガターに残ったピンやボールをクリアするのが主目的だが、それ以外にもボウラーにピンの再セット作業中であることを視覚的に示し、レーキが上がるまでは投球を抑止させる目的もある。またレーキにはピンセッターのメーカー銘や会場であるボウリング場の名前等が大書されており、テレビ放映される大会では絶好の広告になっている。
ボール
マイボール（和製英語）
ハウスボール
#ボールを参照のこと。
ピン
ヘッドピン
キングピン
キーピン
#ピンを参照のこと。
ポケット
1番ピンと3番ピン（左投げなら2番ピン）の間（右投げの場合は右から17.5枚目の板目）のことで、ここにボールを入れるとストライクを取りやすい。ポケットにぴったりボールが入ると「ジャストポケット」と呼ぶことがある。1番ピン寄りなら「厚い」、3番ピン（または2番ピン）寄りなら「薄い」と言う。
ブルックリン
利き手とは逆側のポケット、またはそこにボールが入ること。これでストライクを取っても、あまり好ましいとはされない。
シューズ
その名の通り「靴」。ボウリング場では、アプローチに外部の土砂などの汚れが持ち込まれるとレーンが傷む等の様々な不都合が生じるため、プレイ中のボウラーには専用の靴の着用が求められる。ボールと同様に、ボウラーが自分専用として購入し所有する「マイシューズ」と、ボウリング場が準備して利用者にレンタルする「ハウスシューズ」がある。助走の最後の一歩では足を滑らせながら踏み込むため、靴底は適度に滑る材質となっている。ハウスシューズでは右投げ・左投げどちらでも使えるように両方とも滑る靴底となっているが、マイシューズでは本人が投げる手の反対側の足のみが滑るようになっている。そのため、最後の一歩を踏み込む時に、後方に位置する足で床を蹴ってボールにスピードをつけることができる。また、アプローチの滑り具合はボウリング場によって異なるが、自分専用のシューズである場合は靴底に手を加えて滑りを調節することができる。高機能なマイシューズでは靴底が着脱式になっていて、滑り具合の違う靴底に貼り換えられる物もある。ハウスシューズのデザインがカラフルである理由はゲーム後にハウスシューズのまま帰って（盗んで）しまうプレイヤーが続出したため、すぐに気が付くようにカラフルであからさまにダサいデザインとなっている。
リスタイ
利き手に着用して手首や指の関節の余計な動きを制限するもの。

### 主に投球・得点に関するもの

ストライク
(ボールに当たったピン<赤>)

アドレス
助走の開始位置のこと。または助走の開始位置を定める動作を指すこともある。
ロフトボール
ボールが手元から放たれる(リリース)時、親指が上手く抜けずに中指薬指とほぼ同時に抜けてしまい、山なりにレーンへと放り出してしまう不正投球。ボールの親指穴とボウラー自身の親指の形状との不適合か、腕と脚とのタイミングが合わない不適切な投球フォームなどが原因。落下の際に大きな音と共にレーンを傷める（床材の修復が必要になる場合もある）だけでなく、ボールの行方次第では周囲の人身に危険が及ぶ。ただし、上級者などが行う(先に親指を正しく抜いて)前方へ回転させながら放るロフティングとは異なる。こちらはスパット手前くらいまでの距離ならば、必ずしもマナー違反にはならない。
ファウル
投球姿勢に入ってから次の投球者が投球姿勢に入るまでの間に、体の一部がファウルライン（アプローチとレーンの境界）を超えてレーン等に触れ投球すること（投球しなければファウルとはならないので、再度やり直せばよい）。倒したピン数にかかわらず0点となる。スコアには「F」と記入する。ルール上で明確に規定され、プロの試合およびアマチュア競技団体の公式試合では厳格に適用され、ファウルランプと呼ばれる装置で自動的にファウルが検出される。しかし、アマチュアのレクリエーション（家族連れ、学生グループ、企業の社員懇親会など）の場合は、適用しないことが多い（この場合ファウルランプはオフにされている）。とはいえ、ファウルラインの先にはオイルが塗布されているため、靴にオイルを付着させてアプローチに持ち込むことになるので、ファウルしないことが望ましい。このため、常時ファウルランプをオンにしているボウリング場も一部に見られる。
ファウルの場合の処理は、1投目でのファウルでは倒した本数に関係なく10本のピンが再セットされて2投目に進む。その2投目で10本全部を倒した場合は、1投目がガターだった場合と同じくスペアとなる。2投目のファウルはミスと同じと判断され、次のフレームに進む。
ファウルとガター（1投目）またはミス（2投目）が重複した時は、ルールでは特に規定がないが、通常は先に判定されるファウルが採用され、スコアには「F」が記録される。なお、得点はどちらを採用しても同じである。
ストレート
名前通りほとんど曲がらず真直な球筋のこと。狙いがつけやすく基本的な球筋とされる。
フック
右投げの場合、左へ曲がる球筋のこと。左投げの場合は逆に、右へ曲がる球筋をフックボールと呼ぶ。最も一般的な球筋とされる。
カーブ
曲がる球筋のこと。以前は、投球したボールがまっすぐ進んでから曲がるボールをフック、投球後からピンヒットまで弧を描く曲がり方をカーブと区別していたが、2000年前後頃から曲がるボールは全てフックと呼ぶのが一般的となっており、カーブボールという用語は使われなくなっている。
バックアップ
フックとは逆に、右投げなら右に、左投げなら左に曲がる球筋のこと。球威を殺ぐ投げ方といわれ一部を除き悪い投げ方とされることが多い。
コンベンショナル・グリップ
中指と薬指を第2関節まで入れる持ち方。最も一般的な持ち方で初心者にも向いている。ハウスボールはほとんどがこの持ち方を想定して穴が開けてある。
PBAの一部プロ（ロバート・スミス等）はボールの回転数を抑え、コントロールしやすくするために、あえて一部薬指をコンベンショナルにする場合もある。
セミフィンガー・グリップ
中指と薬指を第1関節と第2関節の中間まで入れる持ち方。他の持ち方とは異なり指が曲がらない場所で持つので慣れないと指を痛めることがある。この点の解決のためかセミフィンガー用ボールは穴の入口の親指側が斜めにカットされていることもある。
フルフィンガー（フィンガーチップ）
中指と薬指を第1関節までしか入れない持ち方。マイボールを作成する場合に多く採用される。ボールの保持が難しく中・上級者向け。親指や手首の関節への負担が高く負傷しやすいといわれ扱いの難しい持ち方。
ストライク
1投目で10本のピンすべてを倒すこと。
ストライクとなったフレームは、そのフレームのストライクで倒した本数の10本に加え、次とその次の2投分で倒したピンの本数の合計をボーナス得点として加算する。たとえば第1フレームがストライクの場合、第2フレームの第1投と第2投で、また第2フレームがストライクだった場合は第2フレームの10本と第3フレームの第1投で倒したピンの本数を加算したものが、それぞれ第1フレームの得点となる。
なお、最終（第10）フレームの第1投がストライクの場合、その後の第2投と第3投は最終フレームのストライクのボーナス得点を決めるためのものである。第9フレームもストライクだった場合の第2投は第9フレームのストライクのボーナス得点を決める役割もある。そのため最終フレームの第1投や第2投でストライクを出しても加算は適用しない。
スコアシートには、世界的には「X」と記載されることがほとんどであるが、日本ではスコアの枠いっぱいに交差するように斜線を引き、4分割された左のエリアと右のエリアを黒く塗りつぶす書き方が一般的である。
スペア
1投目で残ったピンを、2投目ですべて倒すこと。
スペアとなったフレームは、そのフレームの10本に加え、次の1投分で倒したピンの本数をボーナス得点として加算する。たとえば第1フレームがスペアの場合、第2フレームの第1投で倒したピンの本数を加算したものが第1フレームの得点となる。
なお、最終（第10）フレームの第1投と第2投でスペアを出した場合、その後の第3投は最終フレームのストライクのボーナス得点を決めるためのものである。そのため最終フレームの第1投と第2投でスペアを出しても加算は適用しない。
スコアシートには、世界的には「/」と記載されることがほとんどであるが、日本ではスコアの枠の右上から左下に斜線を引き、2分割された右下のエリアを黒く塗りつぶす書き方が一般的である。
マーク
ストライクまたはスペアのこと。約10点分の意味で、おおむねの点差（1マーク差、など）を表現するために使う。スペアまたはストライクの場合、該当フレームにはまだ得点が記入されないため、途中経過においてマーク数で形勢を判断する。この場合、スペアまたはストライクのマーク数に加えて連続ストライクの二つ目以降一つ毎に+1マーク（ただし第10フレーム3投目を除く）して計算する。あるいはオープンフレームを-1マーク、連続ストライクの二つ目以降を一つ毎に+1マーク（ただし第10フレーム3投目を除く）として計算する。
カウント
1投目で倒したピンの数のこと。対戦においてマークが同じ場合、カウント勝負となる。
ダブル
ストライクを2回続けること。
ターキー
ストライクを3回続けること。トリプル、3バーガーとも言う。語源は七面鳥(turkey)（“トルコ風”は頭文字が大文字(Turkey)）。
ターキーの後さらにストライクを続けると、フォース（フォーバーガー/ハムボーン）→フィフス（ファイブバーガー/ヤッツィー）→シックスス（シックスパック）→セブンス（セブンパック）→エイトス（エイトパック）→ナインス（ナインインアロー）→テンス（テンインアロー）→イレブンス（イレブンインアロー）→パーフェクトと続くが、4回～11回の名称はJBOボウリングルールに規定されていない。プロと一緒に投げるイベントなどでは、第1フレームから第9フレームまで連続ストライクを出すと、「○○レーンで○○選手が9フレまでストライク続行中です、頑張ってください」というアナウンスが流れることがあり、これをナインコールと呼ぶ。
ちなみにPBAツアーで、ラブ(ロブ)・ストーンというアナウンサーが、トリプルには「ターキー」という名前があるのになぜフォースとフィフスにないのか、ということで、ダブルをバックス・トゥ・バック・ジャック、フォースをハムボーン（Hambone：骨付きの豚肉）または4バーガー、フィフスをヤッツィー（Yahtzee：サイコロ5つを使って行うゲーム）または5バーガーと名付けており、ハムボーンのほうは広まりつつある。
ファウンデーション
第9フレームでストライクを取ること。ここでストライクを取るかオープンにするかで大逆転があり得るので、試合の時は非常に重要となる。語源は（逆転の）下地または基礎、の意味。このことから第9フレームを「ファウンデーションフレーム」と呼ぶ。
パンチアウト
第10フレームでストライクを3回続けること。
オールウェー
第2フレーム以降のある時点から第10フレーム3投目までストライクを続けること。
クリーンゲーム
すべてのフレームを、スペアまたはストライクとすること。ノーミスゲームとも呼ぶ。
パーフェクトゲーム
1ゲームすべての投球でストライクを達成すること。12回連続ストライクで、得点は120点ではなく満点の300点となる。計算式は、30×10＝300（ストライクのみピン数ではなく30点/フレーム、最終フレームは10ピン×3投。）
ナインスペアゲーム
9フレームまでの全フレームで、1投目に9本を倒し、2投目でスペアとすること（第10フレームの3投目は9本を倒す）。得点は190点で、これはストライク無しで出せる最高得点である。パーフェクトゲームより困難とされる。
ダッチマン
第1フレームから最終フレームまでストライクとスペアを交互に出し続けること（最終フレームはストライクの後にスペア、もしくはスペアの後にストライクとする）。得点は200点となる。ナインスペアゲーム同様、パーフェクトゲームより困難とされる。
後述のアメリカン方式によるゲームでは、一方のレーンではストライクを出せるコースが掴めているが、もう一方のレーンが掴めないといった場合に、ストライクとスペアが交互に出る展開となることがある。
ミス
2投目でピンを1本も倒せなかったこと。ブローとも言う。この時ガターに落ちても、ガターとは言わない。スコアには「-」と記入する。
なお、公式ルールでの「ミス」は、1フレームの2投以内で10本すべてのピンを倒せなかった（ストライクもスペアも取れなかった）ことを指す。この場合は「エラー」と呼ぶこともある。
オープンフレーム
ストライクにもスペアにもできなかったフレームのこと。
ノーヘッド
1投目でボールが1番ピンに当たらないこと。
スプリット
1投目で1番ピンが倒れている上で、残りのピンが隣接しない状態で残ること（4・5や8・9のように同一平面で隣接する場合を含む）。スコアでは、倒したピンの本数を○で囲む。
ワッシャー
1投目がノーヘッドで、3番ピン（左投げなら2番ピン）に当たり、1・2・4・7番ピン（左投げなら1・3・6・10番ピン）が残ってしまうこと（4番ピンや6番ピンが倒れた場合を含むこともある）。ちょうど、斜めに間のピンを洗い流すような形なので「ウォッシュ・アウト (wash out)」とも呼ぶ。
タップ
ボールがうまくポケットに入り、ストライクとなるかと思いきや、1本だけ残ってしまうこと。右投げなら10番ピン（左投げなら7番ピン）が残ることが多く、特に10番ピンが残ることを「テンピン・タップ」と呼ぶ。
チョップ
スプリットやワッシャーではないフレームの2投目でボールがキーピン（最も手前のピン）に厚く当たり、キーピンより右側（右投げの場合）のピンが残ること。
パワーハウス
ストライクを取った時、10本のピンがすべて後部のピットまで落ち、レーンに何も残らない状態になること。または、ピンが壊れるかというほどの強い投球をすること（この場合は、ボールがほとんど回転せず、レーンの上を滑っていくことも多い）。
ハンデキャップ
対戦相手と技術的に差がある場合に付加される得点のこと。略して、「HDCP」と表記されることが多い。リーグ戦等において参加者個人の平均得点（アベレージ）を元に与えられる場合と、公式競技等で年齢・性別に応じて与えられる場合がある。
アメリカン（アメリカ方式）
1ゲームの中で、2つのレーンを使い、フレームごとに交互に投げる方式。レーンごとにレーンのコンディションが変わるため、公平性を保つために競技ではこの方式で行われることが多い。
PBA・TV決勝（マッチプレー方式）
基本的にアメリカンと同じだが、1フレーム目の第一投球者のみ1フレーム投球し、それ以降は2フレームごと(1フレーム目はAレーン、2フレーム目はBレーンとレーンチェンジは行われる)で投球者が交互に投げる方式。
ヨーロピアン（ヨーロッパ方式）
1ゲームの全フレームを同じレーンで投げる方式。レジャー利用を行う場合は一般的な方式。

### 特殊な残り方の呼び名
取り消し付きの数字は倒れたピンの番号を、太字の数字は残りピンの番号を表す。●はスプリットである。下記の残りピンは、右投げを基準にしている。
| 呼び名                                   | ピンの状態           |
| ---------------------------------------- | -------------------- |
| バケット                                 | 7 8 9 10 4 5 6 2 3 1 |
| インザダーク1                            | 7 8 9 10 4 5 6 2 3 1 |
| インザダーク2                            | 7 8 9 10 4 5 6 2 3 1 |
| ベビースプリット●                        | 7 8 9 10 4 5 6 2 3 1 |
| クリスマスツリー1●                       | 7 8 9 10 4 5 6 2 3 1 |
| クリスマスツリー2●                       | 7 8 9 10 4 5 6 2 3 1 |
| ビッグフォー（別名:ハッピーバースデイ）● | 7 8 9 10 4 5 6 2 3 1 |
| ビッグファイブ（別名:ギリシャ教会）●     | 7 8 9 10 4 5 6 2 3 1 |
| スネークアイ（別名:ベッドポッド）●       | 7 8 9 10 4 5 6 2 3 1 |
| ダイムストア1●                           | 7 8 9 10 4 5 6 2 3 1 |
| ダイムストア2●                           | 7 8 9 10 4 5 6 2 3 1 |
| リリー●                                  | 7 8 9 10 4 5 6 2 3 1 |
| ワッシャー1                              | 7 8 9 10 4 5 6 2 3 1 |
| ワッシャー2                              | 7 8 9 10 4 5 6 2 3 1 |
| ワッシャー3                              | 7 8 9 10 4 5 6 2 3 1 |
| トラピゾイド●                            | 7 8 9 10 4 5 6 2 3 1 |
| トラピゾイド（別名:グレイド）●           | 7 8 9 10 4 5 6 2 3 1 |
| ダイヤモンド●                            | 7 8 9 10 4 5 6 2 3 1 |
| ビートセブン●                            | 7 8 9 10 4 5 6 2 3 1 |
| ビートテン●                              | 7 8 9 10 4 5 6 2 3 1 |

## トリックプレイ
プロのトーナメントでは、ゲームの合間のアトラクションとして、トリックプレイと呼ばれる余興が披露されることがある。これは、通常ではありえないシチュエーションを人為的にセットし、やはり通常とは異なる投法などでピンを倒すものである。以下は、トリックプレイで見られるセットの一例である。
トリプルショットガン
3レーンを使用する大技。ボールをリリースするレーンでは2本、その左右のレーンでは4本ずつのピンを設定。2本のピンを飛ばして左右の合計8ピンを全部倒す。2本のちょうど真ん中を通す為に数ミリのズレが失敗に繋がる。
ダブルドラゴンアーチ
2つのピンロードを作る。このピンロードにボールを当ててはならない。そのピンロードがまるで竜の形に似ていることからこの名が付いた。種類は2種類で左投げタイプは7番を倒し右投げは10番を倒す。
アクロバティック・ドルフィン
トリプルショットガン同様に3つのレーンを使用する大技。2つのジャンプを経由して10本のピンを倒す。
ホールオーバー
人間の上をボウリングのボールが飛んで10本のピンを倒す。人間は5・6人程が横に並んで其の上をボールが越す。
フライングイーグル
“翔ぶ鷲”の意。2つのレーンを使用してボールをリリースするレーンは2本用意。最初に当てるピンを隣のレーンに飛ばして残りの1本を倒す大技。
ツインフライングイーグル
上のフライングイーグルの進化版。3つのレーンを使用してボールをリリースするレーンには2本用意。最初に当てたピンで右隣の10ピンを／2本目のピンで左隣の7ピンをそれぞれ倒す。
スリルホール
レーンにトンネルに成りそうな脚立を用意して2・3人程その上に乗る。ボウラーはボールをその脚立の下を潜らせて倒す。
ワイングラスロード
グラスワインの4段ピラミッドを左右に3個ずつ合計6個準備する。真ん中を通して全てのピンを倒す。進路がずれるとグラスピラミッドに当たり崩壊する。
ピンボールタッチ
10本に行く間にピンを2本当てて倒す。トッププロでも攻略は難しいと言われる大技。

## プロボウラー（日本）
日本におけるプロボウラーとは、日本プロボウリング協会が行うプロボウラー資格取得テスト（プロテスト）に合格し、プロ資格を所持する同協会の正会員の者である。プロボウラーの証明として、プロワッペンをユニフォームに着用している。
ゴルフのプロゴルファー制度や将棋などの棋士のプロ制度と大きく異なるのは、合格者数に定員が定められていない点である。受験資格があり、実技試験で規定の基準を上回ることができれば、他人の成績に関わらず試験に合格することができる。結果次第でその年に受験した受験生が全員揃ってプロボウラーとなる可能性もある。
一度プロボウラー資格を取得すれば、協会への年会費を支払い続ける限り、成績等によって資格が剥奪されることはない（除名等で剥奪されることはある）。

### プロボウラー試験
- 受験資格は、試験年度初めにおいて15歳以上の者であり、年齢の上限はない。申し込みには、在籍5年以上のプロボウラー3名の推薦が必要な上、推薦条件として試験受験の前年度の公式戦30ゲーム以上を投球した結果のスコアアベレージ「男子 190・女子 180」以上の公認記録が要求される。[32]
- まず、受験の前年に各地区で行われる「プロボウラー資格取得テスト受験者講習（認定2級インストラクター講習相当）」を受講する。
- 1次試験は東日本・西日本に分かれ、それぞれ4日間続けて実技試験を行う[注 5]。男子は1日15ゲーム、女子は1日12ゲームを投げ、4日間トータルでアベレージ男子 200・女子 190以上で1次試験は合格。また前半2日間のアベレージが男子 190・女子 180に満たない場合はその時点で不合格となる。
- 2次試験は全国の受験者が集まり、西日本の会場で2日間、日をおいて東日本の会場で2日間の計4日間の実技試験を行う。1次試験と同じゲーム数・合格基準で実施される。1次試験の得点は2次試験には持ち越さず、試験途中の足切りは2次試験では行わない。また、不合格者で2次試験を4日間完投した受験者は、翌年の1次試験が免除される。
- 3次試験は筆記試験及び面接で、これに合格すればプロボウラーとなれる。3次試験の正規日程で不合格でも何回か再試験の機会が与えられる。

### プロボウラーの活動
他のスポーツと同様、プロトーナメントなどに出場し賞金を獲得できる。しかしながら、賞金ランキングトップの選手においても年間総獲得賞金額が1000万円を上回ることは少なく、ボウリング場などに勤務しながら自場でボウリングスクールを行ったり、人気選手は全国のボウリング場を回りアマチュアボウラーとの交流会を行っている。

## 団体
- 世界ボウリング連盟（IBF）
- 全米プロボウラーズ協会（PBA）

### 日本
- 日本ボウリング機構 (JBO)
- JAPAN BOWLING（JB）
- 日本プロボウリング協会（JPBA）
- 日本ボウリング場協会（BPAJ）
- 全日本視覚障害者ボウリング協会（BBCJ）
- 日本ボウラーズ連盟（NBF）
- 全国実業団ボウリング連盟（ABBF）
- ジャパンレディースボウリングクラブ（JLBC）
- 日本ボウリング商工会（BICA）
- 日本ろう者ボウリング協会（JDBA）

## 大会
- 全日本プロボウリング選手権大会（1968年 - ）
- 全日本女子プロボウリング選手権大会（1970年 - ）
- ジャパンオープンボウリング選手権（1977年 - ）
- MKチャリティカップ（2006年 - ）
- KUWATA CUP（2019年 - ）

### 終了した大会
- ジャパンカップ ボウリング（1985年 - 2014年）
- DHCレディースボウリングツアー（2005年 - 2013年）
- インターナショナル・ボウリング・チャンピオンシップ・サポーテッドバイDHC（2012年 - 2013年）

## テレビ番組

### 放送中
- パーフェクトボウリング（スカイA）
- ボウリング革命 P★League（BS日テレ）
- 静岡県ボウリング選手権大会（静岡放送）

### 放送終了
- ザ・スターボウリング（東京12チャンネル、後のテレビ東京）
- お笑いチャンピオンボウリング（フジテレビ）
- 中山ボウリング店（テレビ東京）
- ボウリングパラダイス（テレビ東京）
- ゴールデンボウル（日本テレビ）
- ストライク・ガール〜ボウリング新時代〜（BS-TBS）
- レディズ・チャレンジボウル（NET、後のテレビ朝日）
- ストライクボウル（NET）
- ベスト・ペア・ボウル（毎日放送）
- オールスター番組対抗ボウリング大会（テレビ朝日）
- 志村&鶴瓶のあぶない交遊録 英語禁止ボウリング（テレビ朝日） - お正月特番
- 日本列島ボウリング頂上決定戦2012 〜BOWLING ナンバー1はどの都道府県だ!?〜（フジテレビ） - 年末特番
- アゲぽよボウル48（テレビ愛知）
- 地元芸人開運バトル!新春厄除けボウリング（東海テレビ） - お正月特番

## ボウリングにまつわる作品

### 音楽
- モーツァルトにはケーゲルシュタット・トリオと呼ばれるピアノ三重奏曲（K498）がある。ケーゲルシュタットは九柱戯とも訳され、ボウリングの前身とされる。この曲はモーツァルトがボウリングをしながら作曲したものという逸話がある（ただし、真偽のほどは必ずしも定かではない）。
- 『レッツゴーボウリング』（2019年、桑田佳祐 & The Pin Boysの楽曲）[33]。
- 『悲しきプロボウラー』（2020年、桑田佳祐 & The Pin Boysの楽曲）[34]

### 論文
- Bowling Alone（ロバート・パットナム（1995）. Journal of Democracy, v.6, n.1, pp.65-78）はボウリング・リーグの会員が減っていることに象徴される現代アメリカ社会のコミュニティの崩壊や個人主義化を指摘したもので、メディアで大きな反響を引き起こした他、社会資本（Social Capital）の概念を広め、世界中で関連の調査研究ブームがおこなわれるきっかけともなった。

### 映画
- 『キングピン/ストライクへの道』（1996年、ピーター・ファレリー、ボビー・ファレリー監督）はボウラーを扱ったコメディ映画。
- 『ビッグ・リボウスキ』（1998年、ジェフ・ブリッジズ主演）はボウリングが唯一の趣味である中年男リボウスキを取り巻くドタバタコメディ。
- 『キューティーガール 美少女ボウラー危機一発』（2003年、小倉優子主演）は、賭けボウリングをテーマに描いた青春スポ根ムービー[35]。
- 『俺たちプロボウラー』（2007年）

### テレビドラマ
- 『美しきチャレンジャー』（1971年、TBS・ABC系列、不二家の時間枠で放送。新藤恵美主演）
- 『ゴールデンボウル』（2002年、金城武主演）

### マンガ
- 『美しきチャレンジャー』
  - （1971年、吉森みきを作、『小学四年生』6月号 - 11月号に連載）[36][37][38][39][40][41]
  - （1971年、吉森みきを・小形啓子作、『週刊少女コミック』に連載）[42]
  - （1971年、吉森みきを作、『幼稚園』に連載）
  - （1971年、吉森みきを作、『よいこ』に連載）[43][44]
- 『俺のマイボール』（土田世紀作）[45]
- 『ジャストポケット!』（すねやかずみ作、『コミック・ガンボ』に連載）
- 『トキワボウルの女神さま』（八神ひろき作）

### 小説
- 「スタンス・ドット」（堀江敏幸、『雪沼とその周辺』に所収）[46]

## 派生競技

### 300本ボウリング
日本テレビ系「ワールド☆レコーズ」（2004年 - 2005年）で「100本ボウリング」を放映されたことを切っ掛けに、ボウリング場「X-BOWL」（釧路・小田原・松本）に100本ボウリングのレーンが開設された。番組が「300本ボウリング」を放映後、こちらも300本に変更された。X-BOWLでは1人1球のみの挑戦で料金は2005年時点で300円。300本のピンは手作業で並べるため一度セットするのに40分ほどかかる。そのためこのゲーム自体では採算が取れないが、集客効果が上がったといわれる。後に埼玉県の「アイビーボウル」でも導入された。

### ボウリングとビリヤードを混ぜた競技
- ビリボー - 人間の腰程の高さの台の奥にボウリングピンが立てられており、それをキューでつついた小型のボウリング球で倒す競技。シーディック社が2006年から提供を始めた。
- Knokkers - 巨大なビリヤード盤の上に立ち、ポリウレタン製のボウリング球をビリヤード球に見立てる競技。アメリカ合衆国ミズーリ州のスティーブ・ウィネックが1985年に発案し2011年に完成させた。[48]

### スマイルボウリング
群馬県前橋市発祥のボウリングを基に作られたニュースポーツ。
レーンの途中にゲートボールのゲートを置き、そこを通過させてボウリングのピン10本全てを何投で倒すことが出来るかを競う。 投げたボールはコースの途中にあるゲート（4回移動する）を通過させてから、ピンを倒す。 投球数の少ないチームが勝ちとなる。

### 視覚障害者ボウリング
ブラインドボウリングとも。ブラインドスポーツの一種で、視覚障害のある人のためのボウリング競技。基本的に、晴眼者からのサポートを受けて行うか、それに加え、ガイドレーン（高さ約90cm、長さ約370cm）を使用して行う2つのスタイルがある。B1（アイマスクかアイシェードをつけるのが必須）、B2、B3の3つのクラスがある。